# Scopula relevata
Scopula relevata là một loài bướm đêm trong họ Geometridae.